# La Semaine de trois dimanches
La Semaine de trois dimanches (en anglais : Three Sundays in a week) est une nouvelle d'Edgar Allan Poe.

## Historique
Elle paraît en novembre 1841 dans le Saturday Evening Post à New York et est reprise en 1859 dans le volume II (Poems And Tales) du recueil posthume The Works of the late Edgar Allan Poe chez Blakeman & Mason. Elle fait partie des vingt-cinq nouvelles qui n'ont pas été traduites par Charles Baudelaire.
Sa première traduction en français est de William Little Hughes (1822-1887) et est publiée chez Hetzel en 1862 dans un volume intitulé Contes inédits d'Edgar Poe. Jules Verne qui l'a sans doute lue dans cette publication en gardera la trame pour son roman Le Tour du monde en 80 jours et l'évoquera dans ses études Les Méridiens et le calendrier et Edgard Poe et ses œuvres (1864) où il écrit : « Je terminerai cette nomenclature en citant la nouvelle intitulée La Semaine des trois dimanches. Elle est d’un genre moins triste, quoique bizarre. Comment peut-il exister une semaine des trois dimanches ? Parfaitement, pour trois individus, et Poë le démontre. En effet, la terre a vingt-cinq mille milles de circonférence, et tourne sur son axe de l’est à l’ouest en vingt-quatre heures ; c’est une vitesse de mille milles à l’heure environ. Supposons que le premier individu parte de Londres, et fasse mille milles dans l’ouest ; il verra le soleil une heure avant le second individu resté immobile. Au bout de mille autres milles, il le verra deux heures avant ; à la fin de son tour du monde, revenu à son point de départ, il aura juste l’avance d’une journée entière sur le second individu. Que le troisième individu accomplisse le même voyage dans les mêmes conditions, mais en sens inverse, en allant vers l’est, après son tour du monde il sera en retard d’une journée ; qu’arrive-t-il alors aux trois personnages réunis un dimanche au point de départ ? pour le premier, c’était hier dimanche, pour le second, aujourd’hui même, et pour le troisième, c’est demain. Vous le voyez, ceci est une plaisanterie cosmographique dite en termes curieux ». Dans son roman, Jules Verne rétablit que c'est plutôt en allant vers l'Est que l'on gagne un jour.